# Club Atlético Newell's Old Boys
Il Club Atlético Newell's Old Boys, meglio noto come Newell's Old Boys (o più colloquialmente, in patria, Ñuls o Ñubel), è una società polisportiva argentina con sede a Rosario, fondata il 3 novembre del 1903. Il nome della squadra deriva da uno dei pionieri del calcio argentino, l'inglese Isaac Newell.
Dopo aver preso parte alla federazione calcistica di Rosario, nel 1939 il Newell's si affiliò alla federazione argentina (AFA). Nella sua storia ha vinto il titolo nazionale sei volte, mentre in campo internazionale non è riuscito ancora a vincere alcun titolo, pur essendo arrivato alla finale della Coppa Libertadores nel 1988 e nel 1992.
Lo stadio casalingo del Newell's Old Boys è l'Estadio Marcelo Bielsa, dedicato al tecnico Marcelo Bielsa. Il derby con il Rosario Central prende il nome di Clásico Rosarino, ed è una delle sfide più calde del calcio argentino.
Il Newell's Old Boys ha anche una grande tradizione di calcio giovanile, essendo la squadra che ha vinto più tornei giovanili della AFA. Molti sono i campioni usciti dalla cantera del Newell's, fra cui Gabriel Batistuta, Gustavo Dezotti, Américo Gallego, Jorge Valdano, Gabriel Heinze, Néstor Sensini, Maxi Rodríguez e Lionel Messi, che però si è trasferito al Barcellona in giovanissima età alla ricerca di cure per i suoi problemi di crescita. Con la maglia della Lepra ha giocato anche Diego Armando Maradona, anche se per poche partite (5 presenze nel 1993).
Il Newell's Old Boys è un'istituzione polisportiva, impegnata in altre discipline come la pallacanestro, la pallavolo, il pugilato, l'hockey su prato, le arti marziali e il pattinaggio.

## Storia
Il club fu così chiamato dagli ex allievi della High School inglese di Rosario in onore del loro direttore e allenatore di calcio, l'immigrato inglese Isaac Newell. Il Newell's Old Boys ha una storica rivalità con il Rosario Central, l'altra squadra di Rosario.
I colori sociali sono il nero e il rosso, presi dalle bandiere del Regno Unito e della Germania, essendo Isaac Newell britannico e sua moglie tedesca. La squadra è anche chiamata con il nome di leprosos (lebbrosi) in quanto negli anni '20 promosse una partita di beneficenza per raccogliere fondi da destinare a una clinica che curava malati di lebbra.
Il Newell's Old Boys ha vinto il campionato argentino in sei occasioni: il Metropolitano nel 1974, nel 1987/1988, nel 1990/1991, nel Clausura 1992, nell'Apertura 2004 e il Torneo Final 2013. È stato per due volte vicecampione della Coppa Libertadores, nel 1988 e nel 1992.
Il Newell's inoltre ha vinto nel 1988 un mini-torneo amichevole, detto Piccolo Mondiale, contro River Plate, Milan, Juventus, Real Madrid e Manchester Utd. È insieme al Boca Juniors, al San Lorenzo e al Racing una delle compagini argentine ad aver compiuto un lungo e vittorioso tour in Europa nel 1941, durante il quale sconfissero importanti squadre come il Valencia, il Borussia Mönchengladbach, il Real Madrid e la Nazionale spagnola.
Il Newell's Old Boys è una delle poche società i cui giocatori abbiano rappresentato gli 11/11 di una squadra nazionale in un singolo incontro; ciò è avvenuto in occasione di un torneo pre-Olimpico con la squadra riserve, che si classificò al terzo posto, dietro Brasile e Uruguay.
Il Newell's, che ha fornito un gran numero di giocatori alla Nazionale argentina, ha visto militare tra le sue file giocatori come Gabriel Batistuta, Abel Balbo, Jorge Valdano, Américo Gallego, Mario Zanabria, Gustavo Dezotti, Néstor Sensini, Walter Samuel, Mauricio Pochettino, Aldo Duscher e Gerardo Martino. Negli ultimi anni sono usciti dal suo vivaio Lionel Messi e Gabriel Heinze.
Il presidente attuale è Guillermo Lorente, che ha vinto le elezioni a dicembre 2008, spodestando Lopez dopo 14 anni senza elezioni, con il 68% delle preferenze.

## Stadio
Lo stadio del Newell's è l'Estadio Marcelo Bielsa, che ha una capienza di 42.000 spettatori. Si trova nel quartiere di Parque Independencia (Parco Indipendenza) a Rosario. Dal 1911 il comune di Rosario, proprietario del terreno, affitta l'impianto al club rossonero.
La struttura è anche chiamata El Coloso del Parque (Il Colosso del Parco); la sua capienza era di 30.000 spettatori prima delle modifiche che hanno ampliato il numero di posti a circa 42.000.

## Organico

### Rosa 2025
Aggiornata al 22 gennaio 2025.
| N. |                       | Ruolo | Calciatore         |
| -- | --------------------- | ----- | ------------------ |
| 1  | Costa Rica (bandiera) | P     | Keylor Navas       |
| 2  | Argentina (bandiera)  | D     | Tomás Jacob        |
| 3  | Argentina (bandiera)  | D     | Luca Sosa          |
| 5  | Argentina (bandiera)  | C     | Éver Banega        |
| 6  | Paraguay (bandiera)   | D     | Saul Salcedo       |
| 7  | Paraguay (bandiera)   | C     | Fernando Cardoso   |
| 9  | Argentina (bandiera)  | A     | Juan Manuel García |
| 12 | Argentina (bandiera)  | P     | Ramiro Macagno     |
| 16 | Argentina (bandiera)  | D     | Brian Calderara    |
| 20 | Argentina (bandiera)  | C     | Gonzalo Maroni     |

| N. |                      | Ruolo | Calciatore          |
| -- | -------------------- | ----- | ------------------- |
| 23 | Argentina (bandiera) | D     | Ángelo Martino      |
| 24 | Argentina (bandiera) | A     | Mateo Silvetti      |
| 25 | Argentina (bandiera) | D     | Alejo Tabares       |
| 26 | Argentina (bandiera) | C     | Juan Mendez         |
| 28 | Argentina (bandiera) | C     | Fabricio Tirado     |
| 34 | Argentina (bandiera) | C     | David Sotelo        |
| 37 | Argentina (bandiera) | D     | Luciano Lollo       |
| 39 | Argentina (bandiera) | A     | Nazareno Funez      |
| 43 | Argentina (bandiera) | C     | Lisandro Montenegro |
| 99 | Uruguay (bandiera)   | A     | Juan Ramírez        |
|    | Argentina (bandiera) | D     | Víctor Cuesta       |

### Rosa 2024
Aggiornata al 22 gennaio 2024.
| N. |                      | Ruolo | Calciatore       |
| -- | -------------------- | ----- | ---------------- |
| 1  | Argentina (bandiera) | P     | Lucas Hoyos      |
| 2  | Colombia (bandiera)  | D     | Carlos Ordóñez   |
| 4  | Argentina (bandiera) | D     | Augusto Schott   |
| 6  | Colombia (bandiera)  | D     | Jherson Mosquera |
| 9  | Uruguay (bandiera)   | A     | Guillermo May    |
| 10 | Argentina (bandiera) | C     | Éver Banega      |
| 12 | Argentina (bandiera) | P     | Ramiro Macagno   |
| 13 | Argentina (bandiera) | C     | Juan Sforza      |
| 14 | Uruguay (bandiera)   | D     | Armando Méndez   |
| 15 | Argentina (bandiera) | C     | Franco Díaz      |
| 16 | Argentina (bandiera) | D     | Brian Calderara  |
| 19 | Argentina (bandiera) | D     | Facundo Mansilla |
| 20 | Argentina (bandiera) | C     | Ignacio Schor    |
| 21 | Argentina (bandiera) | D     | Leonel Vangioni  |

| N. |                      | Ruolo | Calciatore          |
| -- | -------------------- | ----- | ------------------- |
| 22 | Argentina (bandiera) | C     | Marcos Portillo     |
| 23 | Argentina (bandiera) | D     | Ángelo Martino      |
| 24 | Argentina (bandiera) | A     | Genaro Rossi        |
| 25 | Paraguay (bandiera)  | D     | Víctor Velázquez    |
| 27 | Argentina (bandiera) | A     | Jeremías Pérez Tica |
| 33 | Argentina (bandiera) | C     | Jerónimo Cacciabue  |
| 36 | Argentina (bandiera) | C     | Esteban Fernández   |
| 37 | Argentina (bandiera) | C     | Ian Glavinovich     |
| 44 | Argentina (bandiera) | C     | Francisco González  |
| 47 | Argentina (bandiera) | C     | Guillermo Balzi     |
| 55 | Argentina (bandiera) | D     | Tomás Jacob         |
|    | Argentina (bandiera) | A     | Lucas Besozzi       |
|    | Argentina (bandiera) | C     | Julián Fernández    |
|    | Uruguay (bandiera)   | A     | Juan Ramírez        |

### Rosa 2020-2021
Aggiornata al 18 febbraio 2021.
| N. |                      | Ruolo | Calciatore          |
| -- | -------------------- | ----- | ------------------- |
| 1  | Argentina (bandiera) | P     | Alan Aguerre        |
| 2  | Argentina (bandiera) | D     | Manuel Guanini      |
| 5  | Argentina (bandiera) | C     | Fernando Belluschi  |
| 6  | Argentina (bandiera) | D     | Santiago Gentiletti |
| 7  | Argentina (bandiera) | C     | Luciano Cingolani   |
| 8  | Argentina (bandiera) | C     | Pablo Pérez         |
| 10 | Argentina (bandiera) | C     | Mauro Formica       |
| 12 | Argentina (bandiera) | P     | Ramiro Macagno      |
| 13 | Argentina (bandiera) | C     | Juan Sforza         |
| 14 | Argentina (bandiera) | A     | Alexis Rodríguez    |
| 15 | Argentina (bandiera) | C     | Diego Calcaterra    |
| 16 | Argentina (bandiera) | D     | Yonathan Cabral     |
| 17 | Argentina (bandiera) | A     | Justo Giani         |
| 19 | Argentina (bandiera) | D     | Facundo Mansilla    |
| 20 | Argentina (bandiera) | C     | Julián Fernández    |
| 21 | Argentina (bandiera) | C     | Denis Rodríguez     |
| 22 | Argentina (bandiera) | D     | Manuel Capasso      |
| 23 | Argentina (bandiera) | P     | Williams Barlasina  |
| 24 | Argentina (bandiera) | C     | Braian Rivero       |
| 25 | Argentina (bandiera) | C     | Enzo Cabrera        |

| N. |                      | Ruolo | Calciatore           |
| -- | -------------------- | ----- | -------------------- |
| 26 | Argentina (bandiera) | C     | Ramiro Sordo         |
| 28 | Argentina (bandiera) | D     | Mariano Bíttolo      |
| 30 | Argentina (bandiera) | C     | Mateo Maccari        |
| 31 | Argentina (bandiera) | C     | Jerónimo Cacciabue   |
| 32 | Argentina (bandiera) | A     | Ignacio Scocco       |
| 33 | Argentina (bandiera) | D     | Matías Orihuela      |
| 35 | Argentina (bandiera) | D     | Facundo Nadalín      |
| 36 | Argentina (bandiera) | C     | Nicolás Castro       |
| 39 | Argentina (bandiera) | C     | Julián Marcioni      |
| 41 | Argentina (bandiera) | D     | Manuel Llano         |
| 44 | Argentina (bandiera) | C     | Francisco González   |
| 45 | Argentina (bandiera) | D     | Tomás Berardozzi     |
| 48 | Argentina (bandiera) | D     | Milton Leyendeker    |
|    | Argentina (bandiera) | D     | Cristian Lema        |
|    | Argentina (bandiera) | C     | Cristian Insaurralde |
|    | Argentina (bandiera) | D     | Franco Escobar       |
|    | Argentina (bandiera) | C     | Carlos Rotondi       |
|    | Argentina (bandiera) | C     | Iván Gómez           |
|    | Colombia (bandiera)  | P     | Iván Arboleda        |

### Rosa 2019-2020
Aggiornata al 2 marzo 2020.
| N. |                                | Ruolo | Calciatore             |
| -- | ------------------------------ | ----- | ---------------------- |
| 1  | Argentina (bandiera)           | P     | Alan Aguerre           |
| 3  | Argentina (bandiera)           | D     | Leandro Grimi          |
| 4  | Uruguay (bandiera)             | D     | Ángelo Gabrielli       |
| 7  | São Tomé e Príncipe (bandiera) | A     | Luís Leal              |
| 8  | Argentina (bandiera)           | C     | Braian Rivero          |
| 9  | Argentina (bandiera)           | A     | Francisco Fydriszewski |
| 10 | Argentina (bandiera)           | C     | Mauro Formica          |
| 11 | Argentina (bandiera)           | C     | Maxi Rodríguez         |
| 12 | Argentina (bandiera)           | P     | Nicolás Temperini      |
| 13 | Paraguay (bandiera)            | D     | Teodoro Paredes        |
| 14 | Argentina (bandiera)           | A     | Alexis Rodríguez       |
| 16 | Argentina (bandiera)           | C     | Víctor Figueroa        |
| 17 | Argentina (bandiera)           | C     | Emanuel Biancucchi     |
| 18 | Argentina (bandiera)           | C     | Joaquín Torres         |
| 19 | Paraguay (bandiera)            | A     | Alfio Oviedo           |

| N. |                      | Ruolo | Calciatore           |
| -- | -------------------- | ----- | -------------------- |
| 20 | Argentina (bandiera) | C     | Leonel Ferroni       |
| 22 | Argentina (bandiera) | A     | Cristian Insaurralde |
| 23 | Argentina (bandiera) | P     | Nelson Ibáñez        |
| 24 | Argentina (bandiera) | D     | Fabricio Fontanini   |
| 26 | Uruguay (bandiera)   | C     | Ribair Rodríguez     |
| 27 | Argentina (bandiera) | C     | Julián Marcioni      |
| 28 | Argentina (bandiera) | D     | Mariano Bíttolo      |
| 29 | Argentina (bandiera) | D     | Stefano Callegari    |
| 30 | Argentina (bandiera) | C     | Denis Rodríguez      |
| 31 | Argentina (bandiera) | C     | Jerónimo Cacciabue   |
| 35 | Argentina (bandiera) | D     | Facundo Nadalín      |
| 36 | Argentina (bandiera) | C     | Lisandro Alzugaray   |
| 38 | Argentina (bandiera) | C     | Juan Manuel Requena  |
| 42 | Argentina (bandiera) | D     | Juan Pablo Freytes   |
|    | Argentina (bandiera) | C     | Brian Sarmiento      |

### Rosa 2018-2019
Aggiornata al 7 marzo 2019.
| N. |                                | Ruolo | Calciatore             |
| -- | ------------------------------ | ----- | ---------------------- |
| 1  | Argentina (bandiera)           | P     | Alan Aguerre           |
| 3  | Argentina (bandiera)           | D     | Leandro Grimi          |
| 4  | Uruguay (bandiera)             | D     | Ángelo Gabrielli       |
| 7  | São Tomé e Príncipe (bandiera) | A     | Luís Leal              |
| 8  | Argentina (bandiera)           | C     | Braian Rivero          |
| 9  | Argentina (bandiera)           | A     | Francisco Fydriszewski |
| 10 | Argentina (bandiera)           | C     | Mauro Formica          |
| 11 | Argentina (bandiera)           | C     | Maxi Rodríguez         |
| 12 | Argentina (bandiera)           | P     | Nicolás Temperini      |
| 13 | Paraguay (bandiera)            | D     | Teodoro Paredes        |
| 14 | Argentina (bandiera)           | A     | Alexis Rodríguez       |
| 16 | Argentina (bandiera)           | C     | Víctor Figueroa        |
| 17 | Argentina (bandiera)           | C     | Emanuel Biancucchi     |
| 18 | Argentina (bandiera)           | C     | Joaquín Torres         |
| 19 | Paraguay (bandiera)            | A     | Alfio Oviedo           |

| N. |                      | Ruolo | Calciatore           |
| -- | -------------------- | ----- | -------------------- |
| 20 | Argentina (bandiera) | C     | Leonel Ferroni       |
| 22 | Argentina (bandiera) | A     | Cristian Insaurralde |
| 23 | Argentina (bandiera) | P     | Nelson Ibáñez        |
| 24 | Argentina (bandiera) | D     | Fabricio Fontanini   |
| 26 | Uruguay (bandiera)   | C     | Ribair Rodríguez     |
| 27 | Argentina (bandiera) | C     | Julián Marcioni      |
| 28 | Argentina (bandiera) | D     | Mariano Bíttolo      |
| 29 | Argentina (bandiera) | D     | Stefano Callegari    |
| 30 | Argentina (bandiera) | C     | Denis Rodríguez      |
| 31 | Argentina (bandiera) | C     | Jerónimo Cacciabue   |
| 35 | Argentina (bandiera) | D     | Facundo Nadalín      |
| 36 | Argentina (bandiera) | C     | Lisandro Alzugaray   |
| 38 | Argentina (bandiera) | C     | Juan Manuel Requena  |
| 42 | Argentina (bandiera) | D     | Juan Pablo Freytes   |
|    | Argentina (bandiera) | C     | Brian Sarmiento      |

### Rosa 2017-2018
Aggiornata al 12 giugno 2018.
| N. |                                | Ruolo | Calciatore           |
| -- | ------------------------------ | ----- | -------------------- |
| 1  | Argentina (bandiera)           | P     | Luciano Pocrnjic     |
| 2  | Argentina (bandiera)           | D     | Bruno Bianchi        |
| 3  | Argentina (bandiera)           | D     | Fernando Evangelista |
| 4  | Argentina (bandiera)           | D     | José San Román       |
| 5  | Argentina (bandiera)           | C     | Hernán Bernardello   |
| 7  | São Tomé e Príncipe (bandiera) | A     | Luís Leal            |
| 10 | Argentina (bandiera)           | C     | Brian Sarmiento      |
| 12 | Argentina (bandiera)           | P     | Nicolás Temperini    |
| 14 | Argentina (bandiera)           | A     | Alexis Rodríguez     |
| 16 | Argentina (bandiera)           | C     | Víctor Figueroa      |
| 18 | Argentina (bandiera)           | C     | Joaquín Torres       |
| 19 | Argentina (bandiera)           | A     | Daniel Opazo         |
| 20 | Argentina (bandiera)           | C     | Leonel Ferroni       |
| 21 | Argentina (bandiera)           | C     | Juan Sills           |

| N. |                      | Ruolo | Calciatore          |
| -- | -------------------- | ----- | ------------------- |
| 22 | Argentina (bandiera) | D     | Héctor Varela       |
| 23 | Argentina (bandiera) | P     | Nelson Ibáñez       |
| 24 | Argentina (bandiera) | C     | Damián Manso        |
| 25 | Argentina (bandiera) | C     | Víctor Figueroa     |
| 26 | Argentina (bandiera) | C     | José Agüero         |
| 27 | Argentina (bandiera) | C     | Lorenzo Faravelli   |
| 29 | Argentina (bandiera) | C     | Juan Vieyra         |
| 31 | Argentina (bandiera) | C     | Hernán Villalba     |
| 35 | Argentina (bandiera) | C     | Hernán Altolaguirre |
| 38 | Argentina (bandiera) | C     | Marcos Leonel Pérez |
| 39 | Argentina (bandiera) | D     | Alan Luque          |
| 41 | Argentina (bandiera) | A     | Maximiliano Urruti  |
|    | Paraguay (bandiera)  | A     | Raúl Bobadilla      |

### Rosa 2016-2017
Aggiornata al 31 gennaio 2017.
| N. |                      | Ruolo | Calciatore          |
| -- | -------------------- | ----- | ------------------- |
| 1  | Argentina (bandiera) | P     | Óscar Ustari        |
| 12 | Argentina (bandiera) | P     | Rodrigo Rey         |
| 70 | Argentina (bandiera) | P     | Luciano Pocrnjic    |
| 4  | Paraguay (bandiera)  | D     | Marcos Cáceres      |
| 6  | Argentina (bandiera) | D     | Víctor Rubén López  |
| 18 | Argentina (bandiera) | D     | Horacio Orzán       |
| 26 | Argentina (bandiera) | D     | Cristian Díaz       |
| 30 | Argentina (bandiera) | D     | Guillermo Ferracuti |
| 31 | Argentina (bandiera) | D     | Jonathan Valle      |
| 42 | Argentina (bandiera) | D     | Guillermo Ortíz     |
|    | Argentina (bandiera) | D     | Franco Lazzaroni    |
|    | Argentina (bandiera) | D     | Carlos Torres       |
|    | Argentina (bandiera) | D     | Sebastián Martínez  |
|    | Argentina (bandiera) | C     | Federico Fattori    |
|    | Argentina (bandiera) | C     | Juan Neira          |
| 5  | Argentina (bandiera) | C     | Diego Mateo         |

| N. |                      | Ruolo | Calciatore          |
| -- | -------------------- | ----- | ------------------- |
| 7  | Argentina (bandiera) | C     | Hernán Bernardello  |
| 14 | Argentina (bandiera) | C     | Damián Manso        |
| 16 | Argentina (bandiera) | C     | Víctor Figueroa     |
| 17 | Argentina (bandiera) | C     | José Agüero         |
| 24 | Argentina (bandiera) | C     | Lorenzo Faravelli   |
| 25 | Argentina (bandiera) | C     | Eugenio Isnaldo     |
| 28 | Argentina (bandiera) | C     | Martín Tonso        |
| 29 | Argentina (bandiera) | C     | Juan Vieyra         |
| 33 | Argentina (bandiera) | C     | Hernán Villalba     |
| 34 | Argentina (bandiera) | C     | Hernán Altolaguirre |
| 36 | Argentina (bandiera) | C     | Marcos Leonel Pérez |
| 31 | Argentina (bandiera) | A     | Lucas Boyé          |
| 37 | Argentina (bandiera) | A     | Maximiliano Urruti  |
| 32 | Argentina (bandiera) | A     | Ignacio Scocco      |
| 82 | Perù (bandiera)      | D     | Luis Advíncula      |

## Rose anni precedenti
- 2007-2008

## Giocatori

### Vincitori di titoli
- Américo Gallego (Argentina 1978)
- Sergio Omar Almiron (Messico 1986)

## Palmarès

### Competizioni nazionali
- Campionato argentino: 6

Metropolitano 1974, 1987-1988, 1990-1991, Clausura 1992, Apertura 2004, Final 2013
- Copa de Honor Municipalidad de Buenos Aires (1)

1911
- Copa Ibarguren (1)

1921
- Copa Adrián C. Escobar (1)

1949

### Competizioni regionali
- Copa Nicasio Vila: 9

1907, 1909, 1910, 1911, 1913, 1918, 1921, 1922, 1929
- Torneo Gobernador Luciano Molinas: 4

1931, 1933, 1934, 1935

### Altri piazzamenti
- Campionato argentino:

Secondo posto: 1985-1986, 1986-1987, Apertura 2009, Inicial 2012
Terzo posto: 1941, Metropolitano 1970, Clausura 1997
- Coppa Libertadores:

Finalista: 1988, 1992
Semifinalista: 2013